# 9路冥婚
《9路冥婚》（9-9-81）是一部2013年上映的泰國恐怖片，全片由九個導演合力執導。

## 劇情
一名待嫁的新娘，在結婚前一刻新郎悔婚，所以氣憤跳樓自殺，由於慘死街頭，而且無名無份，沒有宗祀可以收留，冤魂只好徘徊人間。然而，新娘周遭的親人朋友，開始遇見恐怖事件，宛如蝴蝶效應般持續擴散。

## 評價
香港爽報的敬璜給予3顆星（最高5顆），他說：「泰國恐怖片一向予人嚇到面青之感，這部《9路冥婚》卻着重敘事手法，頗為特別。女主角遭悔婚後自殺，陰魂不散，流離人間，九個導演分別拍九段怪異故事湊成，一人拍約10分鐘，沒餘時間故弄玄虛，拍攝過程快靚正，兼有創意，風格亦尚算統一。恐怖場面方面，卻是例牌菜ABCD餐，未有帶來驚喜，泰國恐怖片迷未必收貨，忽然有笑位真係估佢唔到。更估佢唔到女主角幾省鏡，未開口還以為她是日本明星，是這套片的另類誘人之處。」